# Dian Biemans
Dian Biemans (Erp, 8 juni 1989) is een Nederlandse actrice en tv-presentatrice. Biemans begon haar modellencarrière in 2007 op 17-jarige leeftijd. Na haar modellenwerk zette ze haar carrière voort als actrice en presentatrice.

## Biografie
Biemans groeide op in Erp. Op de basisschool werd zij gepest vanwege haar rode haar. Op 17-jarige leeftijd werd ze aangesproken door een modellenscout, waarna ze als model aan de slag ging. Zij werkte hierna vooral in Europa en Azië. In 2015 studeerde ze af voor haar Master of Science in International Business aan de Universiteit van Tilburg.
Biemans heeft verschillende programma's op de Nederlandse televisie gepresenteerd, waaronder Samen Sterk (SBS6). Daarnaast was zij te zien als vaste assistente van Simon Keizer, Nick Schilder en Kees Tol in Talenten zonder centen (SBS6). Later speelde zij diverse rollen in tv-series en films. In 2018 werd Biemans genomineerd voor Best Actress op het 48 Hour Film Project in Eindhoven, voor haar eerste hoofdrol.
Na haar eerste rol in een internationale speelfilm, ontving Biemans in 2020 de IMCF-award voor 'Best Actress' in Seoel, Zuid-Korea.
In 2022 speelde Biemans haar eerste internationale hoofdrol in de drama serie 'Slave Market', een Shahid Original geproduceerd door MBC Studios. Vlak voor de prèmiere van het eerste seizoen van Slave Market in januari 2023, startte Biemans met de opnames van het tweede seizoen. In het voorjaar van 2024 was ze te zien als het personage Nina de Jong in de bioscoopfilm Invasie.